# Lo Stivale
(motto de "Lo Stivale")
Lo Stivale è l'unico periodico in lingua italiana pubblicato a Malta dal Ministry of Education, Employment and the Family (MEEF) dal Directorate for Quality and Standards in Education ed è pubblicato per l'aggiornamento degli insegnanti di italiano di Malta dei 30 istituiti pubblici maltesi, il semestrale è nato nel 1982, ha sede a Floriana vicino a La Valletta ed è stampato nella tipografia del governo di Marsa.

## Redazione
- Caporedattore: Anthony M. De Gabriele;
- Redattori: Christine Borg, Kurt Curmi, Marco Micallef, Sandra Żammit